# Elbai nőszőfű
Az elbai nőszőfű (Epipactis albensis) a kosborfélék családjába tartozó, Magyarországon védett vadvirág.

## Megjelenése

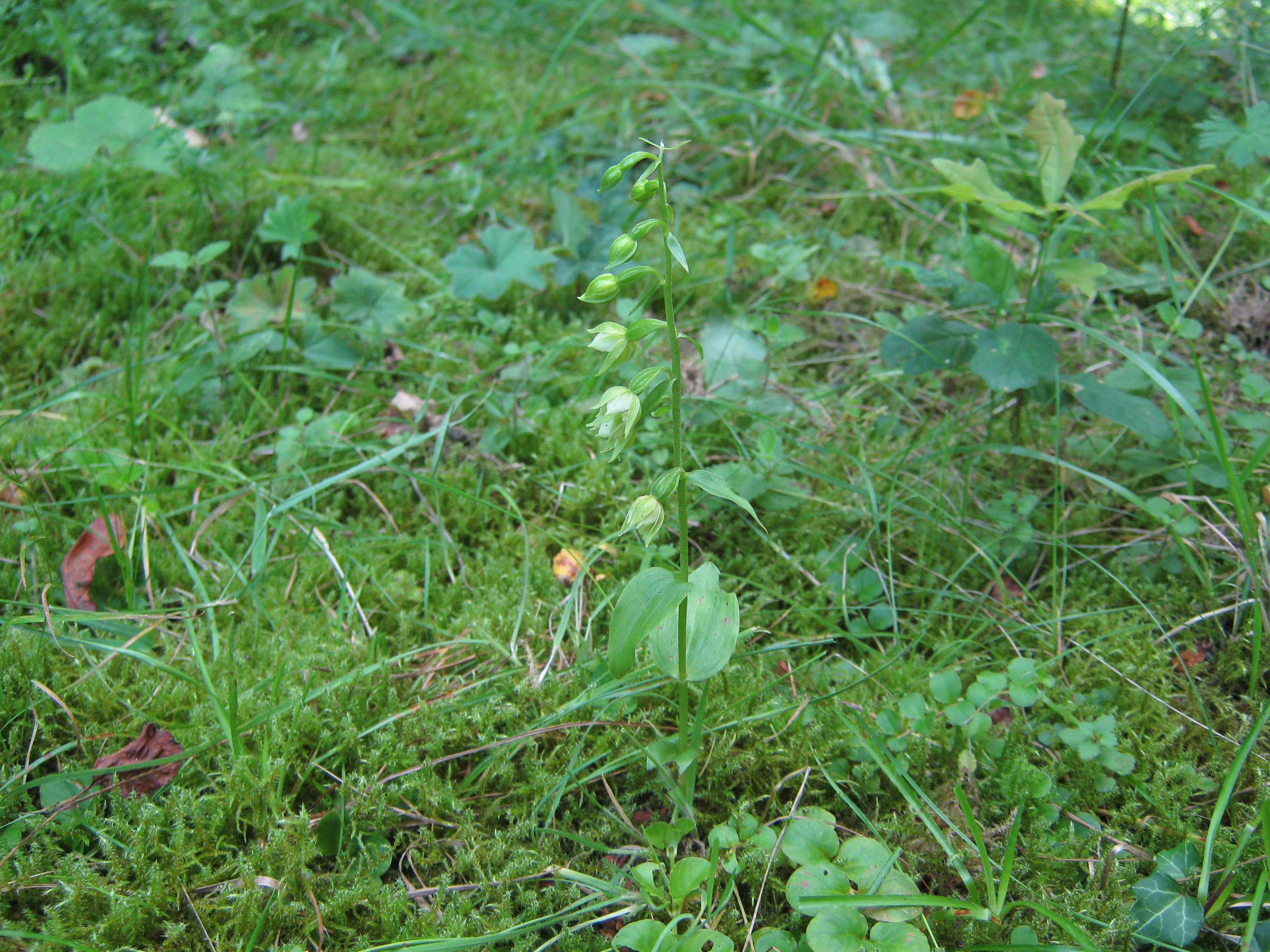

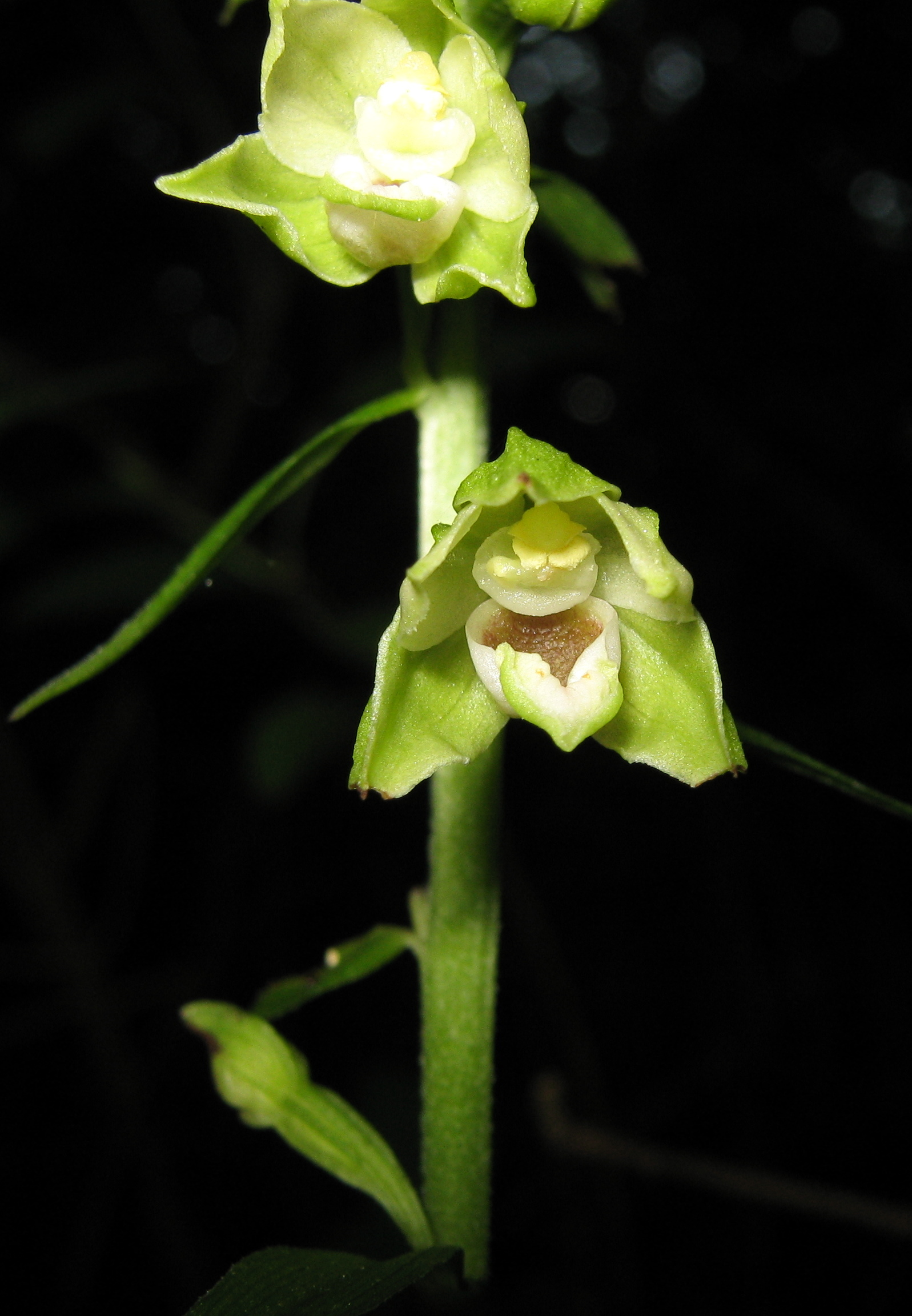
Az elbai nőszőfű virága

Az elbai nőszőfű 9–30 cm (maximum 38 cm) magas, lágyszárú, évelő növény. Magányosan nő. Felső részén sűrűn szőrözött szárán 1-4 világoszöld levelet fejleszt. A levelek 3–5 cm hosszúak, 1–2 cm szélesek. Az alsó levelek elliptikusak, tompa végűek vagy rövid csúcsúak, a felsők keskenyebbek, szálas-hosszúkásak, murvalevélszerűek. A legalsó levél sokszor kimondottan magasan ered.
Augusztus–szeptemberben virágzik. Virágzat többé-kevésbé egy oldalra forduló, 5-10 virágból álló laza fürt. Vízszintesen álló vagy kissé bókoló virágai kicsik, nem feltűnőek. A mellettük fejlődő murvalevelek lándzsásak, az alsók hosszabbak mint a virágok, a felsők olyan hosszúak vagy rövidebbek, mint a magház. A külső lepellevelek (szirmok) sárgászöldek, 6–10 mm hosszúak, 2,5–4,5 mm szélesek. A belső lepellevelek fehéreszöld színűek, kb. 6–7,5 mm hosszúak és 4–4,5 mm szélesek. A 6–8 mm-es mézajak töve barnásbíbor színű, vége rövid, szív alakú, sárgászöld, széle felfelé görbül. Önmegporzó, az ezt megakadályozó rostellum hiányzik.
Termése toktermés.
Hasonlít hozzá a Müller-nőszőfű (Epipactis muelleri), amely a száraz, meszes talajú élőhelyeket részesíti előnyben. 

## Elterjedése
Közép-európai faj, Ausztriában, Németországban, Csehországban, Lengyelországban, Szlovákiában és Magyarországon honos. Magyarországon az Északi-középhegység, Zempléni-hegység, Cserhát, Börzsöny, Dunántúli-középhegység, Balaton-felvidék, Nyugat-Dunántúl, Kőszegi-hegység, Nagyalföld, Tiszántúl térségeiben találhatók állományai.

## Életmódja
Árnyékos, párás, nyirkos, üde talajú lomberdőkben, ligeterdőkben (pl. bükkösökben, völgyalji gyertyánosokban) található sokszor patakok, folyók mentén. A meszes talajt nem kedveli, élőhelyein a talaj kémhatását pH 4,5-6,8 között mérték (átlagosan 5,5).
A többi kosborfajhoz hasonlóan gombákkal él együtt gyökérkapcsoltságban, de szimbiontáit még nem vizsgálták. Ismertek klorofillhiányos példányai, amelyek tápanyagszükségletük döntő részét a gombáktól szerzik be.
Hajtásai június-júliusban jelennek meg és július végétől augusztusig virágzik. A kisebb példányok később bontanak szirmot és egyes években a virágzás szeptember végéig, októberig elhúzódhat. A virágok 1-2 hétig nyílnak. Csak önmegporzással szaporodik, a pollenszemcsék sokszor már bimbós állapotban a bibére kerülnek. A megtermékenyülési hatékonyság jó, a virágok 75%-a termést hoz.   

## Természetvédelmi helyzete
Az elbai nőszőfű viszonylag kis elterjedési területe ellenére stabil, nem elszigetelt populációkkal rendelkezik és több országban védett, ezért a Természetvédelmi Világszövetség Vörös listáján nem fenyegetett státusszal szerepel. Magyarországon eddig 50 állományát mérték fel, teljes egyedszáma 1-2 ezer körüli. 1996 óta védett, természetvédelmi értéke 50 000 Ft.